# Санта-Крус-де-Мудела
Санта-Крус-де-Мудела (ісп. Santa Cruz de Mudela) — муніципалітет в Іспанії, у складі автономної спільноти Кастилія-Ла-Манча, у провінції Сьюдад-Реаль. Населення — 4614 осіб (2010).
Муніципалітет розташований на відстані близько 200 км на південь від Мадрида, 55 км на південний схід від Сьюдад-Реаля.
На території муніципалітету розташовані такі населені пункти: (дані про населення за 2010 рік)
- Санта-Крус-де-Мудела: 4614 осіб
- Парахе-де-лас-Віртудес: 0 осіб

## Демографія
Динаміка населення (INE ):